# Ryan Nelsen
Ryan Nelsen, ONZM, (n. Christchurch, 18 de octubre de 1977) es un exfutbolista neozelandés que jugaba como defensor, aunque originalmente se desempeñaba como mediocampista, y representante de jugadores desde 2016.
Comenzó su carrera en el Christchurch United de su ciudad natal. En 1998 viajó a los Estados Unidos, donde jugó en el equipo de fútbol del Greensboro College y después en el Stanford Cardinal de la Universidad Stanford. En 2001 se convirtió en jugador profesional al firmar con el D.C. United de la Major League Soccer. Con el elenco de Washington D. C. ganó la Copa MLS 2004, siendo parte del equipo ideal del torneo en 2003 y 2004.
En 2005 arribó a la Premier League inglesa tras ser contratado por el Blackburn Rovers, en donde rápidamente se convirtió en capitán. Estuvo en el club, con el que llegó a jugar la Copa de la UEFA y la Copa Intertoto en varias ocasiones, hasta su descenso de la máxima categoría en 2012. Tras un breve paso por el Tottenham Hotspur, recaló en el Queens Park Rangers, donde terminó su carrera como futbolista en 2013. Ese año aceptó una oferta del Toronto canadiense, participante de la MLS estadounidense, para convertirse en entrenador del primer equipo. En 2014 fue despedido por malos resultados. Dos años luego, se convirtió en representante de jugadores.
A nivel internacional, ganó con la selección de Nueva Zelanda la Copa de las Naciones de la OFC en 2002 y 2008. Fue el capitán en la campaña neozelandesa en la Copa Mundial de 2010, donde los Kiwis fueron el único equipo invicto. Disputó también la Copa FIFA Confederaciones de 1999 y 2003. En total, disputó 49 partidos y anotó siete goles.
Varios de sus excompañeros y entrenadores, además de la prensa deportiva neozelandesa, destacan su capacidad de liderazgo llegando inclusive a considerarlo como uno de los jugadores más importantes y relevantes en la historia del fútbol de Nueva Zelanda. Tal es así, que ha sido nombrado el mejor jugador de su país en seis ocasiones y futbolista del año de Oceanía en dos oportunidades.

## Carrera como jugador

### Inicios
Comenzó su carrera defendiendo los colores del Christchurch United en 1995. Con The Rams disputó tres temporadas de la Mainland Premier League, una de las principales competiciones regionales de la Isla Sur. En 1998 viajó a los Estados Unidos para estudiar ciencia política en la Universidad Stanford y, además, ser el reemplazo del defensor Jamie Clark en el equipo de fútbol.
Sin embargo, varios problemas relacionados con los requisitos de acceso a la Universidad de Carolina del Norte hicieron que Nelsen tuviera que asistir al Greensboro College de Carolina del Norte. Durante su estadía allí también fue parte del elenco de fútbol, con el que llegó a la final de la NCAA Division III, y acumuló 41 presentaciones, en las cuales marcó 14 goles.
Finalmente, en 1999 arribó a Stanford, donde fue seleccionado como jugador más valioso en su primer año, tras disputar diecinueve partidos y anotar en tres oportunidades. Permaneció dos años más en el fútbol universitario, llegando a disputar 41 partidos en el Stanford Cardinal, hasta que fue escogido en la primera ronda del SuperDraft de la MLS 2001, evento en el cual los clubes de la Major League Soccer seleccionan a los futbolistas universitarios en los que están interesados, por el D.C. United.

### D.C. United

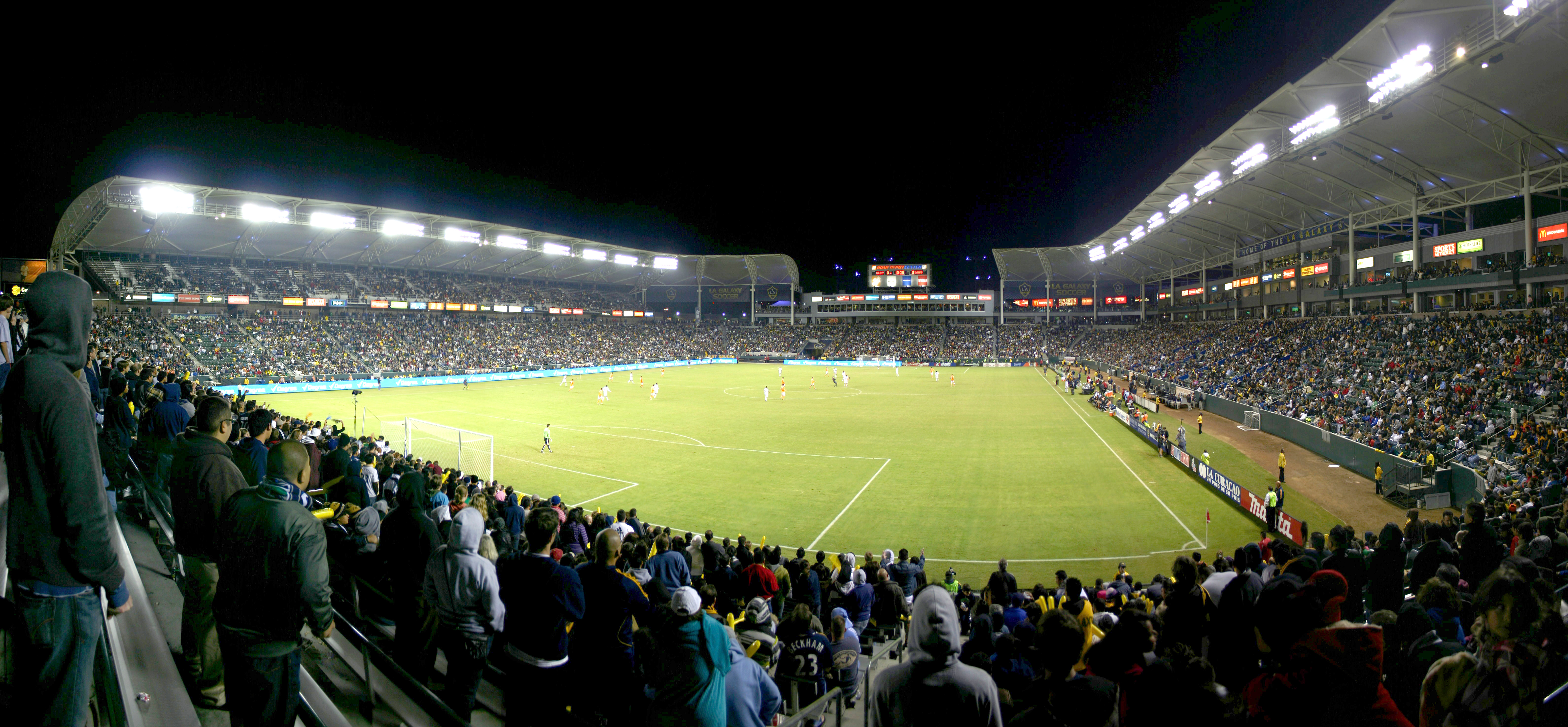
The Home Depot Center, sede de la Copa MLS 2004.

Firmó con el equipo de la capital estadounidense en 2001. Rápidamente se convirtió en titular, disputando 19 de los 26 partidos que su equipo jugó esa temporada, cuya fase regular fue acortada por los incidentes del 11 de septiembre. Nelsen y sus compañeros terminaron últimos en la Conferencia Este y no lograron clasificar a los playoffs. En 2002 se repitió el mismo panorama, mientras que el defensor acumuló 20 presentaciones y convirtió cuatro goles.
Recién en su tercera temporada llegó a disputar los playoffs. El D. C. United terminó cuarto en la Conferencia Este, lo que lo llevó a disputar las semifinales de conferencia, en las que perdió ante el Chicago Fire por un resultado global de 4-0. Nelsen estuvo presente en ambos encuentros, así como en 25 partidos de la fase regular, en los que anotó un solitario tanto, y fue reconocido como uno de los mejores jugadores al formar parte del equipo del torneo. En 2004 el equipo capitalino terminó segundo en su conferencia, mientras que en los playoffs derrotó al MetroStars y al New England Revolution para alcanzar la Copa MLS, partido decisivo por el título. El kiwi fue parte del equipo que venció 3-2 al Kansas City Wizards para quedarse con el trofeo del torneo. En todo el año jugó 20 partidos, marcó 2 goles y volvió a integrar el equipo ideal.

### Paso por la Premier League

#### Blackburn Rovers

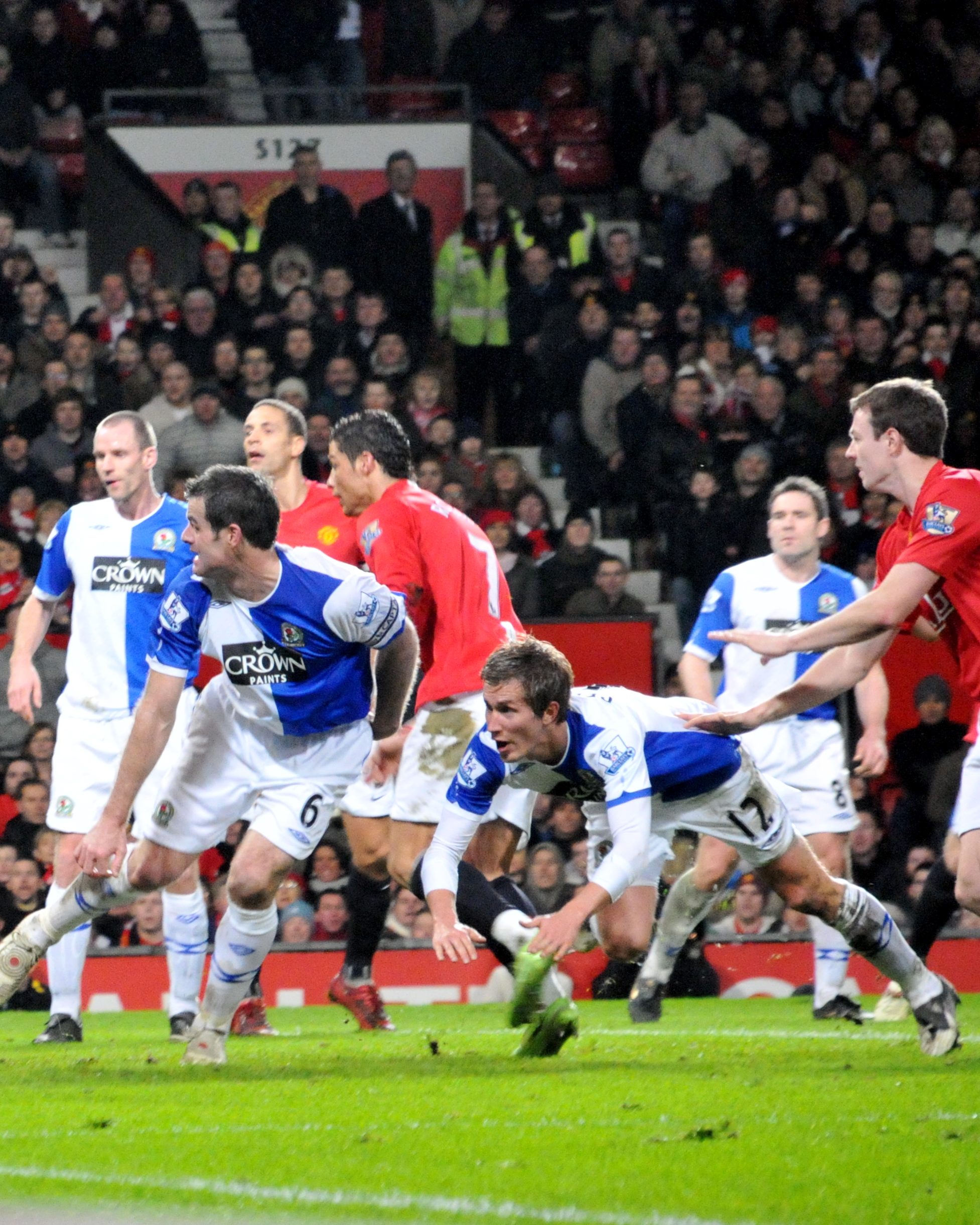
Nelsen y su compañero Morten Gamst Pedersen en un partido entre el Blackburn Rovers y el Manchester United.

En enero de 2005 firmó contrato con el Blackburn Rovers de la Premier League inglesa por un año y medio. Hizo su debut ese mismo mes en un encuentro ante el Portsmouth que terminó con un 1-0 favorable para el elenco del neozelandés. Posteriormente, disputó 14 de los 15 partidos de liga y cuatro por la FA Cup. En la siguiente temporada, jugó 31 partidos por liga y otros 4 en la Copa de la Liga, siendo uno de los jugadores más importantes para que el Blackburn terminara en la sexta posición y lograra clasificar a la Copa UEFA.
Tras renovar su vínculo con el club por otros cuatro años en agosto de 2006, sufrió una fractura en el pie que sobrellevaba desde el final del torneo pasado. Estuvo presente en apenas 12 juegos de la Premier y 5 de la FA Cup; mientras que en la Copa UEFA llegó a disputar recién los dieciseisavos de final, en los que su club perdió frente al Bayer Leverkusen alemán por un global de 3-2. En la temporada 2007-08 recuperó algo de protagonismo al afrontar 22 partidos de liga y tres de copa. En el plano internacional, disputó tres de los cuatro encuentros del Blackburn en la Copa UEFA, donde el Larisa griego eliminó al elenco inglés, relegándolo a disputar la Copa Intertoto. Con Nelsen como titular en ambos enfrentamientos, los Rovers derrotaron al Vėtra Vilnius lituano por un global de 6-0 y se coronaron como uno de los once campeones del torneo.
En la Premier League 2008-09 llegó a jugar 35 encuentros y marcó su primer gol con The Riversiders en un partido ante el Wigan Athletic que terminó con victoria 2-0. El equipo de Blackburn logró la permanencia en primera división; mientras que el defensor disputó también cuatro partidos de copa. En la siguiente edición del campeonato inglés anotó cuatro goles en los enfrenamientos ante el Portsmouth, Birmingham City, Fulham y Wolverhampton Wanderers. En adición, disputó también cinco partidos por la Copa de la Liga. Posteriormente, firmó un nuevo contrato por dos años en 2010.
En la edición 2010-11 jugó 28 partidos y llegó a convertir tres tantos ante el Wolverhampton Wanderers, el Tottenham Hotspur y el West Ham United. Una lesión en la rodilla le impidió jugar durante el tramo final de la temporada. Por FA Cup y Copa de la Liga afrontó apenas dos encuentros. En 2011 extendió su vínculo con el club por dos temporadas más, a pesar de tener un contrato vigente hasta 2012. El siguiente torneo hizo apenas una aparición en la primera mitad del año, por lo que el Blackburn Rovers rescindió su contrato.

#### Tottenham Hotspur y QPR
En febrero de 2012 firmó contrato con el Tottenham Hotspur por seis meses, con opción de extender el vínculo por un año. Aunque solo disputó cinco partidos en la Premier, todos ingresando desde el banco, jugó tres partidos por la FA Cup, en los que marcó un gol frente a Bolton Wanderers. En 2012 dejó el club y estampó su firma en un contrato con el Queens Park Rangers por un año. Disputó la mayoría de los partidos con el QPR, donde fue capitán y marcó un gol a Wigan Athletic. Pero a comienzos de 2013, Nelsen tomó la decisión de retirarse como futbolista profesional, debido a que aceptó una oferta para ser el director técnico del Toronto canadiense de la Major League Soccer. Disputó su último partido el 29 de enero ante el Manchester City, el cual terminaría empatado.

### Clubes
| Club                | País           | Año       |
| ------------------- | -------------- | --------- |
| Christchurch United | Nueva Zelanda  | 1995-1997 |
| Greensboro College  | Estados Unidos | 1998-1999 |
| Stanford Cardinal   | Estados Unidos | 1999-2000 |
| D.C. United         | Estados Unidos | 2001-2005 |
| Blackburn Rovers    | Inglaterra     | 2005-2012 |
| Tottenham Hotspur   | Inglaterra     | 2012      |
| Queens Park Rangers | Inglaterra     | 2012-2013 |

### Selección nacional

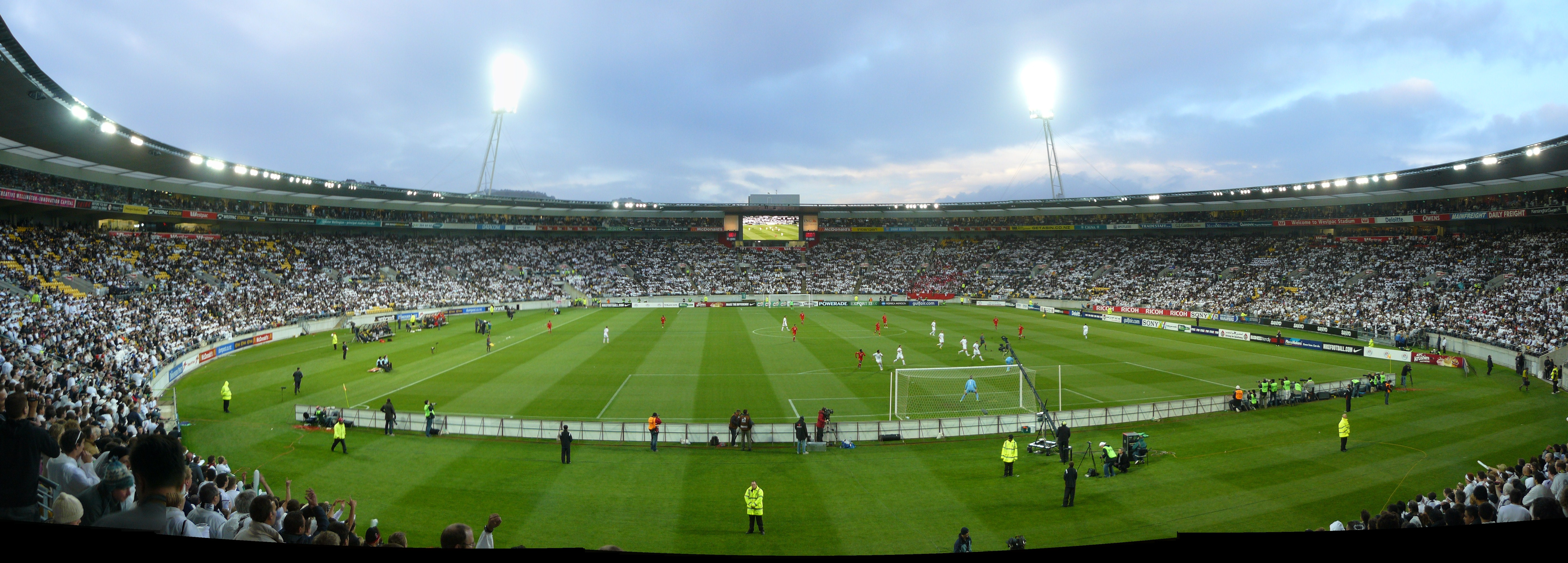
El estadio Westpac durante el partido entre los All Whites y, en el que los neozelandeses lograron su clasificación a Sudáfrica 2010.

Nelsen hizo su debut con la All Whites el 18 de junio de 1999 en un amistoso ante Polonia que terminó empatado 0-0. Ese mismo año fue convocado para disputar la Copa FIFA Confederaciones, en la que el defensor disputó desde el inicio los partidos ante Alemania y Brasil, ambos con derrota 2-0, mientras que ingresó desde el banco en el 2-1 favorable para los Estados Unidos. Al año siguiente anotó su primer gol internacional en un partido ante Malasia que representó la final de un torneo amistoso en el que Nueva Zelanda fue el ganador.
En 2001 disputó todos los encuentros que su seleccionado jugó en la clasificación para la Copa Mundial de 2002, en el que Australia eliminó al seleccionado tras vencerlo 6-1 en el resultado global de la última fase oceánica. Al año siguiente formó parte del plantel que obtuvo el título de la Copa de las Naciones de la OFC 2002. Marcó dos goles en la fase de grupos ante Tahití y Papúa Nueva Guinea respectivamente, pero su gol más decisivo fue en la final ante el combinado australiano, no solo por la victoria, sino también, porque valió un nuevo título, el tercero en la historia de la competición para Nueva Zelanda. Este logro clasificó a los kiwis a la Confederaciones 2003, en donde Nelsen jugó los tres partidos que la selección afrontó, todos con derrotas: 3-0 ante Japón, 3-1 con Colombia y 5-0 frente a Francia.
En 2004 jugó solo tres partidos de la Copa de las Naciones, en la que Nueva Zelanda se vio privada de disputar la final al ser superada en puntos por Australia y las Islas Salomón. Aun así, el defensor logró anotar ante Tahití por partida doble. Tras esta serie de encuentros, no volvió a representar a su seleccionado hasta 2008, debido a una serie de lesiones. Ese año jugó los dos partidos ante Nueva Caledonia válidos por el torneo oceánico, en el que Nueva Zelanda conseguiría su cuarto título. Entre medio fue uno de los tres jugadores sobre la edad permitida en jugar con la selección neozelandesa sub-23 los Juegos Olímpicos de Pekín 2008. Disputó el primer partido, que finalizó con un empate 1-1 ante China y la posterior derrota ante Brasil por 5-0.
Como ganador de la Copa de las Naciones, Nueva Zelanda clasificó al repechaje junto a Baréin por una plaza en la Copa Mundial de 2010. Nelsen fue el capitán en ambos encuentros, primero en el empate 0-0 en la ida, y después en la vuelta, donde los neozelandeses vencieron 1-0 al elenco bareiní y clasificaron al torneo por primera vez desde 1982. Representó además la segunda clasificación del país al certamen mundial. Una vez en Sudáfrica, los All Whites, con Ryan como titular en la línea defensiva junto con Tommy Smith y Winston Reid, igualaron 1-1 ante Eslovaquia, empataron con idéntico resultado frente a Italia y finalmente quedaron eliminados al no poder superar el 0-0 contra Paraguay. Aun así, fueron la única selección invicta en toda la competición.
En los Juegos Olímpicos de Londres 2012, volvió a ser uno de los tres futbolistas mayores que representó a los Oly Whites. Nelsen jugó en la derrota 1-0 ante Bielorrusia, en el empate 1-1 contra Egipto y en el partido perdido 3-0 ante Brasil. Posteriormente, disputó otros tres por las eliminatorias para Brasil 2014. El 23 de enero de 2013 anunció su retiro de la selección con un total de 49 partidos y 7 goles.

#### Partidos y goles internacionales
| Partidos y goles internacionales | Partidos y goles internacionales | Partidos y goles internacionales          | Partidos y goles internacionales | Partidos y goles internacionales | Partidos y goles internacionales           | Partidos y goles internacionales |
| #                                | Fecha                            | Estadio                                   | Rival                            | Resultado                        | Competición                                | Gol(es)                          |
| -------------------------------- | -------------------------------- | ----------------------------------------- | -------------------------------- | -------------------------------- | ------------------------------------------ | -------------------------------- |
| 1999                             |                                  |                                           |                                  |                                  |                                            |                                  |
| 1                                | 19 de junio                      | Estadio Rajamangala, Bangkok              | Polonia                          | 0 – 0                            | Amistoso                                   |                                  |
| 2                                | 22 de junio                      | Sultan Qaboos Sports Complex, Mascate     | Omán                             | 0 – 1                            | Amistoso                                   |                                  |
| 3                                | 1 de julio                       | Shah Alam Stadium, Kuala Lumpur           | Malasia                          | 1 – 2                            | Amistoso                                   |                                  |
| 4                                | 3 de julio                       | Shah Alam Stadium, Kuala Lumpur           | Malasia                          | 5 – 1                            | Amistoso                                   |                                  |
| 5                                | 10 de julio                      | Campo entrenamiento Necaxa, México, D. F. | Egipto                           | 1 – 1                            | Amistoso                                   |                                  |
| 6                                | 15 de julio                      | Verde Valle, Guadalajara                  | Egipto                           | 0 – 1                            | Amistoso                                   |                                  |
| 7                                | 24 de julio                      | Estadio Jalisco, Guadalajara              | Estados Unidos                   | 1 – 2                            | Copa FIFA Confederaciones 1999             |                                  |
| 8                                | 28 de julio                      | Estadio Jalisco, Guadalajara              | Alemania                         | 0 – 2                            | Copa FIFA Confederaciones 1999             |                                  |
| 9                                | 30 de julio                      | Estadio Jalisco, Guadalajara              | Brasil                           | 0 – 2                            | Copa FIFA Confederaciones 1999             |                                  |
| 2000                             |                                  |                                           |                                  |                                  |                                            |                                  |
| 10                               | 13 de agosto                     | Stadium Merdeka, Kuala Lumpur             | Malasia                          | 0 – 0                            | Amistoso                                   |                                  |
| 11                               | 17 de agosto                     | Stadium Merdeka, Kuala Lumpur             | Omán                             | 1 – 0                            | Amistoso                                   |                                  |
| 12                               | 19 de agosto                     | Stadium Merdeka, Kuala Lumpur             | Malasia                          | 2 – 0                            | Amistoso                                   | 1 (1)                            |
| 2001                             |                                  |                                           |                                  |                                  |                                            |                                  |
| 13                               | 6 de junio                       | Estadio North Harbour, Auckland           | Tahití                           | 5 – 0                            | Clasificación para la Copa Mundial de 2002 |                                  |
| 14                               | 8 de junio                       | Estadio North Harbour, Auckland           | Islas Cook                       | 2 – 0                            | Clasificación para la Copa Mundial de 2002 |                                  |
| 15                               | 11 de junio                      | Estadio North Harbour, Auckland           | Islas Salomón                    | 5 – 1                            | Clasificación para la Copa Mundial de 2002 |                                  |
| 16                               | 13 de junio                      | Estadio North Harbour, Auckland           | Vanuatu                          | 7 – 0                            | Clasificación para la Copa Mundial de 2002 |                                  |
| 17                               | 20 de junio                      | Westpac Stadium, Wellington               | Australia                        | 0 – 2                            | Clasificación para la Copa Mundial de 2002 |                                  |
| 18                               | 24 de junio                      | ANZ Stadium, Sídney                       | Australia                        | 1 – 4                            | Clasificación para la Copa Mundial de 2002 |                                  |
| 2002                             |                                  |                                           |                                  |                                  |                                            |                                  |
| 19                               | 5 de julio                       | Estadio North Harbour, Auckland           | Tahití                           | 4 – 0                            | Copa de las Naciones de la OFC 2002        | 1 (2)                            |
| 20                               | 7 de julio                       | Estadio North Harbour, Auckland           | Papúa Nueva Guinea               | 9 – 1                            | Copa de las Naciones de la OFC 2002        | 1 (3)                            |
| 21                               | 9 de julio                       | Estadio North Harbour, Auckland           | Islas Salomón                    | 6 – 1                            | Copa de las Naciones de la OFC 2002        |                                  |
| 22                               | 12 de julio                      | Mount Smart Stadium, Auckland             | Vanuatu                          | 3 – 0                            | Copa de las Naciones de la OFC 2002        |                                  |
| 23                               | 14 de julio                      | Mount Smart Stadium, Auckland             | Australia                        | 1 – 0                            | Copa de las Naciones de la OFC 2002        | 1 (4)                            |
| 2003                             |                                  |                                           |                                  |                                  |                                            |                                  |
| 24                               | 27 de mayo                       | Estadio Tynecastle, Edinburgo             | Escocia                          | 1 – 1                            | Amistoso                                   | 1 (5)                            |
| 25                               | 8 de junio                       | City Stadium, Richmond                    | Estados Unidos                   | 1 – 2                            | Amistoso                                   |                                  |
| 26                               | 18 de junio                      | Stade de France, París                    | Japón                            | 0 – 3                            | Copa FIFA Confederaciones 2003             |                                  |
| 27                               | 20 de junio                      | Estadio Gerland, Lyon                     | Colombia                         | 1 – 3                            | Copa FIFA Confederaciones 2003             |                                  |
| 28                               | 22 de junio                      | Stade de France, París                    | Francia                          | 0 – 5                            | Copa FIFA Confederaciones 2003             |                                  |
| 29                               | 12 de octubre                    | Estadio Azadi, Teherán                    | Irán                             | 0 – 3                            | Copa Desafío AFC/OFC 2003                  |                                  |
| 2004                             |                                  |                                           |                                  |                                  |                                            |                                  |
| 30                               | 2 de junio                       | Hindmarsh Stadium, Adelaida               | Vanuatu                          | 2 – 4                            | Copa de las Naciones de la OFC 2004        |                                  |
| 31                               | 4 de junio                       | Complejo Deportivo Marden, Adelaida       | Tahití                           | 10 – 0                           | Copa de las Naciones de la OFC 2004        | 2 (7)                            |
| 32                               | 6 de junio                       | Hindmarsh Stadium, Adelaida               | Fiyi                             | 2 – 0                            | Copa de las Naciones de la OFC 2004        |                                  |
| 2008                             |                                  |                                           |                                  |                                  |                                            |                                  |
| 33                               | 6 de septiembre                  | Stade Numa-Daly Magenta, Numea            | Nueva Caledonia                  | 3 – 1                            | Copa de las Naciones de la OFC 2008        |                                  |
| 34                               | 10 de septiembre                 | Estadio North Harbour, Auckland           | Nueva Caledonia                  | 3 – 0                            | Copa de las Naciones de la OFC 2008        |                                  |
| 2009                             |                                  |                                           |                                  |                                  |                                            |                                  |
| 35                               | 21 de marzo                      | Estadio Suphachalasai, Bangkok            | Tailandia                        | 1 – 1                            | Amistoso                                   |                                  |
| 36                               | 9 de septiembre                  | Estadio Rey Abdullah, Amán                | Jordania                         | 3 – 1                            | Amistoso                                   |                                  |
| 37                               | 10 de octubre                    | Estadio Nacional de Baréin, Riffa         | Baréin                           | 0 – 0                            | Clasificación para la Copa Mundial de 2010 |                                  |
| 38                               | 14 de noviembre                  | Westpac Stadium, Wellington               | Baréin                           | 1 – 0                            | Clasificación para la Copa Mundial de 2010 |                                  |
| 2010                             |                                  |                                           |                                  |                                  |                                            |                                  |
| 39                               | 24 de mayo                       | Melbourne Cricket Ground, Melbourne       | Australia                        | 1 – 2                            | Amistoso                                   |                                  |
| 40                               | 29 de mayo                       | Hypo-Arena, Klagenfurt                    | Serbia                           | 1 – 0                            | Amistoso                                   |                                  |
| 41                               | 1 de junio                       | Estadio Ljudski vrt, Maribor              | Eslovenia                        | 1 – 3                            | Amistoso                                   |                                  |
| 42                               | 15 de junio                      | Royal Bafokeng Stadium, Rustenburg        | Eslovaquia                       | 1 – 1                            | Copa Mundial de 2010                       |                                  |
| 43                               | 20 de junio                      | Mbombela Stadium, Nelspruit               | Italia                           | 1 – 1                            | Copa Mundial de 2010                       |                                  |
| 44                               | 24 de junio                      | Estadio Peter Mokaba, Polokwane           | Paraguay                         | 0 – 0                            | Copa Mundial de 2010                       |                                  |
| 45                               | 9 de octubre                     | Estadio North Harbour, Auckland           | Honduras                         | 1 – 1                            | Amistoso                                   |                                  |
| 2012                             |                                  |                                           |                                  |                                  |                                            |                                  |
| 46                               | 29 de febrero                    | Mount Smart Stadium, Auckland             | Jamaica                          | 2 – 3                            | Amistoso                                   |                                  |
| 47                               | 7 de septiembre                  | Estadio Numa-Daly Magenta, Numea          | Nueva Caledonia                  | 2 – 0                            | Clasificación para la Copa Mundial de 2014 |                                  |
| 48                               | 11 de septiembre                 | Estadio North Harbour, Auckland           | Islas Salomón                    | 6 – 1                            | Clasificación para la Copa Mundial de 2014 |                                  |
| 49                               | 16 de octubre                    | AMI Stadium, Christchurch                 | Tahití                           | 3 – 0                            | Clasificación para la Copa Mundial de 2014 |                                  |

## Carrera como entrenador

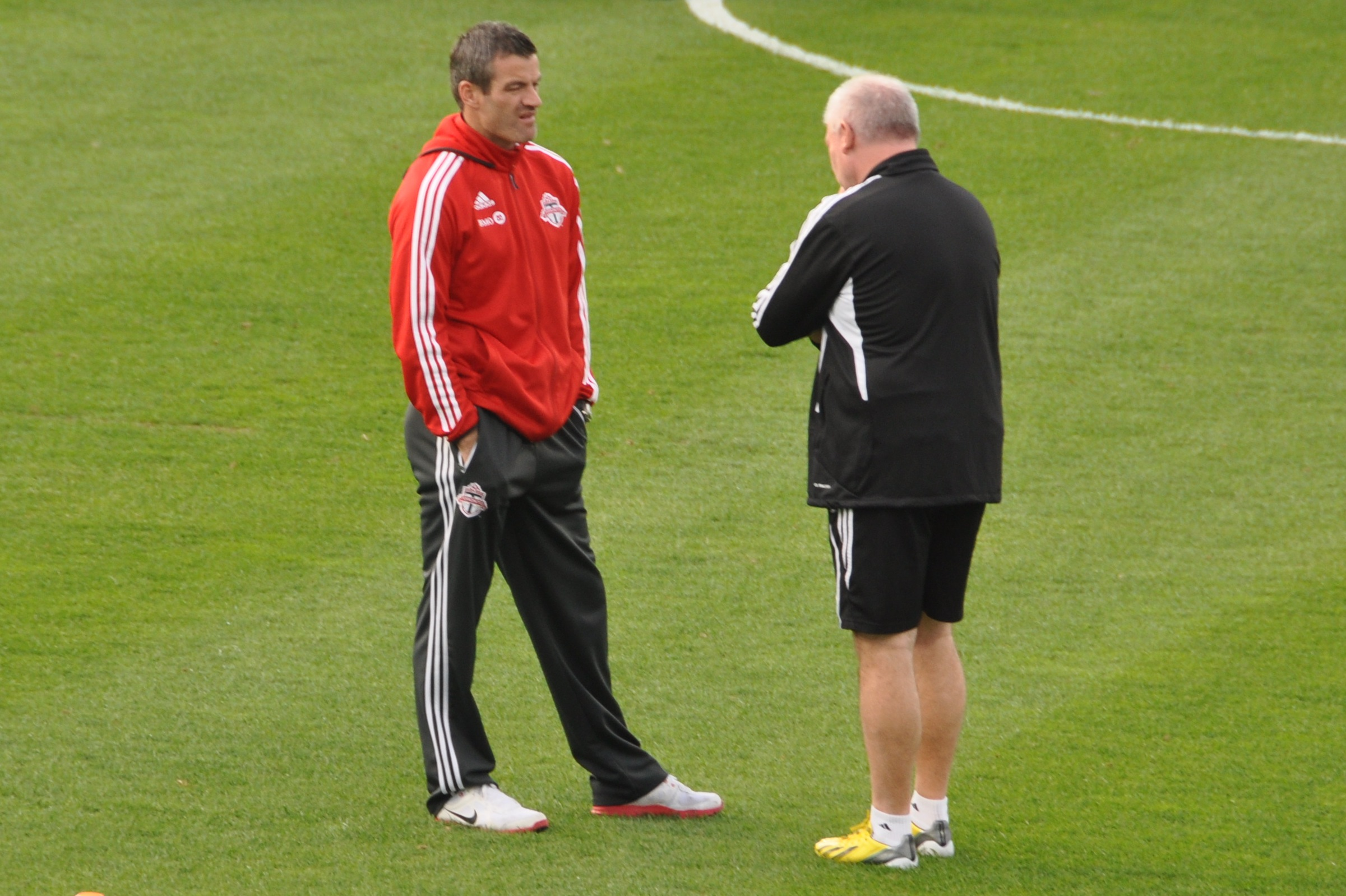
Nelsen como técnico del Toronto.

Fue presentado como entrenador del Toronto el 8 de enero de 2013, aunque se hizo cargo del equipo recién el 1 de febrero. Dirigió su primer partido el 3 de marzo en lo que fue derrota del equipo canadiense ante el Vancouver Whitecaps por 1-0, aunque el siguiente ante Sporting Kansas City logró su primera victoria por 2-1. Por el Campeonato Canadiense cayó 6-0 ante el Montreal Impact y quedó eliminado en semifinales. El partido fue parte de una racha de seis derrotas consecutivas que se cortó con un empate 1-1 contra el Philadelphia Union. El único momento de la temporada en que el equipo logró hilvanar dos victorias seguidas fue entre julio y agosto cuando tras vencer 2-1 al Columbus Crew, le ganó 1-0 al New England Revolution. En la MLS el Toronto se posicionó penúltimo en la Conferencia Este.
En la temporada 2014 su equipo comenzó con dos partidos ganados consecutivamente: 2-1 sobre el Seattle Sounders y 1-0 frente al D.C. United. En el Campeonato de Canadá venció en la semifinal al Vancouver por un global de 7-4, pero cayó en el partido decisivo ante el Montreal Impact. Posteriormente el Toronto sufrió un período de irregularidad en sus resultados y, tras ganar solo tres partidos de trece, Nelsen fue despedido como director técnico el 31 de agosto de 2014. Tras dos años inactivo, a comienzos de 2016 se convirtió en representante de jugadores.

### Clubes
| Club                                                | País          | Año           |
| --------------------------------------------------- | ------------- | ------------- |
| Toronto Football Club                               | Canadá        | 2013-2014     |
| Selección de Nueva Zelanda (gerente de rendimiento) | Nueva Zelanda | 2022-presente |

## Estadísticas
No incluye las estadísticas durante su paso por el Christchurch United, Greensboro College ni Stanford Cardinal.
| D.C. United Estados Unidos |               |               |     |    |    |   |   |     |     |      |      |
| 1ª | 2001          | 19            | 0   | 0  | 0  | 0 | 0 | 19  | 0   | 0,00 |      |
| 1ª | 2002          | 20            | 4   | 0  | 0  | 0 | 0 | 20  | 4   | 0,20 |      |
| 1ª | 2003          | 25            | 1   | 2  | 0  | 0 | 0 | 27  | 1   | 0,03 |      |
| 1.ª | 2004          | 17            | 2   | 3  | 0  | 0 | 0 | 20  | 2   | 0,10 |      |
| Total club | Total club    | 81            | 7   | 5  | 0  | 0 | 0 | 86  | 7   | 0,08 |      |
| Blackburn Rovers Inglaterra |               |               |     |    |    |   |   |     |     |      |      |
| 1ª | 2004-05       | 15            | 0   | 5  | 0  | 0 | 0 | 20  | 0   | 0,00 |      |
| 1ª | 2005-06       | 31            | 0   | 5  | 0  | 0 | 0 | 36  | 0   | 0,00 |      |
| 1ª | 2006-07       | 12            | 0   | 5  | 0  | 2 | 0 | 19  | 0   | 0,00 |      |
| 1ª | 2007-08       | 22            | 0   | 3  | 0  | 5 | 0 | 30  | 0   | 0,00 |      |
| 1ª | 2008-09       | 35            | 1   | 4  | 0  | 0 | 0 | 39  | 1   | 0,02 |      |
| 1ª | 2009-10       | 28            | 4   | 5  | 0  | 0 | 0 | 33  | 4   | 0,12 |      |
| 1ª | 2010-11       | 28            | 3   | 2  | 0  | 0 | 0 | 30  | 3   | 0,10 |      |
| 1ª | 2011-12       | 1             | 0   | 0  | 0  | 0 | 0 | 1   | 0   | 0,00 |      |
| Total club | Total club    | 172           | 8   | 29 | 0  | 7 | 0 | 208 | 8   | 0,03 |      |
| Tottenham Hotspur Inglaterra |               |               |     |    |    |   |   |     |     |      |      |
| 1ª | 2011-12       | 5             | 0   | 3  | 1  | 0 | 0 | 8   | 1   | 0,12 |      |
| Total club | Total club    | 5             | 0   | 3  | 1  | 0 | 0 | 8   | 1   | 0,12 |      |
| Queens Park Rangers Inglaterra |               |               |     |    |    |   |   |     |     |      |      |
| 1.ª | 2012-13       | 21            | 1   | 3  | 0  | 0 | 0 | 24  | 1   | 0,04 |      |
| Total club | Total club    | 21            | 1   | 3  | 0  | 0 | 0 | 24  | 1   | 0,04 |      |
| Total carrera | Total carrera | Total carrera | 279 | 16 | 40 | 1 | 7 | 0   | 326 | 17   | 0,05 |
| (1) Incluye playoffs. (2) Incluye datos de la Lamar Hunt U.S. Open Cup (2001-2004), FA Cup (2005-2012) y Copa de la Liga (2005-12) (3) Incluye datos de la Copa de la UEFA (2006-2008) y Copa Intertoto (2007) (4) No incluye goles en partidos amistosos. |               |               |     |    |    |   |   |     |     |      |      |

## Palmarés
| Título               | Club               | País           | Año  |
| -------------------- | ------------------ | -------------- | ---- |
| Copa de las Naciones | Selección nacional | Nueva Zelanda  | 2002 |
| Copa MLS             | D.C. United        | Estados Unidos | 2004 |
| Copa Intertoto       | Blackburn Rovers   | Inglaterra     | 2007 |
| Copa de las Naciones | Selección nacional | Nueva Zelanda  | 2008 |

### Distinciones individuales
| Distinción                                 | Año  |
| ------------------------------------------ | ---- |
| Futbolista del año de Nueva Zelanda        | 2001 |
| Equipo ideal de la Major League Soccer     | 2003 |
| Futbolista del año de Nueva Zelanda        | 2003 |
| Equipo ideal de la Major League Soccer     | 2004 |
| Futbolista del año de Nueva Zelanda        | 2005 |
| Futbolista del año de Oceanía              | 2006 |
| Futbolista del año de Nueva Zelanda        | 2006 |
| Futbolista del año de Nueva Zelanda        | 2009 |
| Salón de la fama del Greensboro College    | 2010 |
| Equipo ideal de la Copa Mundial según ESPN | 2010 |
| Futbolista del año de Oceanía              | 2010 |
| Futbolista del año de Nueva Zelanda        | 2011 |